# Lettres sur la danse et sur les ballets

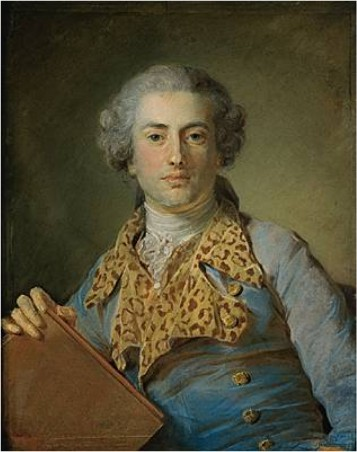
Portret van auteur Jean-Georges Noverre

Lettres sur la danse et sur les ballets (Nederlands: Brieven over de dans en de balletten) is een verzameling essays van Frans choreograaf Jean-George Noverre. Noverre schreef de essays tussen 1758 en 1760. Een eerste gebundelde uitgave verscheen te Lyon en Stuttgart in 1760. In de Lettres schetst de auteur zijn visie op diverse aspecten van dans, ballet en opera in de 18e eeuw. De publicatie geldt als een manifest voor het ballet d'action, waarvan het de principes hielp verspreiden.

## Inhoud
In de Lettres sur la danse bekritiseerde Noverre de verouderde aanpak van de Parijse Opera. Hij hekelde de mechanische aard van het ballet en pleitte voor een grondige hervorming. Het essay sluit daarmee aan op een bredere hang naar innovatie in toenmalig theater. Het alternatief dat de choreograaf voorstond, kreeg eerder in de 18e eeuw al vorm als ballet-pantomime. Noverre sprak van ballet d'action, in het Nederlands vertaald als 'dans-drama'.
De principes voor ballet d'action promootten een meer natuurlijk danstheater. Zo benadrukte Noverre het belang van een logische opbouw van het verhaal. Ook diende volgens hem de toon over verschillende scènes heen consistent te zijn. Het essay maakt hiertoe een onderscheid tussen drie genres: de "nobele dans" met heroïsche thema's en verwantschap aan de tragedie, de "komische dans" die het publiek amuseert zoals een komedie, en de "demi-caractère" die tussen de twee andere genres in valt. Al deze eisen passen binnen het streven naar de eenheid van dramatische actie. Voor een louter symbolisch opvoeren van figuren was er geen plaats meer. Ieder personage had een rol in de plot en moest gemotiveerd zijn door menselijke emotie.
Noverre vulde zijn pleidooi aan met nieuwe voorschriften voor de kostumering. In voorgaande decennia was het masker nog een vast onderdeel van het balletkostuum, maar Noverre wou het gezicht van de dansers kunnen zien. Hun gelaatsuitdrukking helpt namelijk de emoties van personages overbrengen. In de jaren 1770 gingen solisten op aangeven van de Lettres al zonder masker dansen. De publicatie hekelde ook de toenmalige danskledij zelf. Noverre stipte het belang aan van lichte en eenvoudige stoffen, omdat ze meer mobiliteit toelaten en de figuur van de danser onthullen. Het ballet d'action steunt daarnaast op de integratie van dans en pantomime. Mime was er om emoties uit te drukken, handelingen uit te beelden en personages te karakteriseren.
Verder vroeg Noverre om een betere samenwerking tussen choreograaf, componist en ontwerper. Voordien was het normaal om verschillende bijdragen aan een ballet onafhankelijk van elkaar te ontwikkelen. Meer overleg was nodig om de onderdelen van een balletstuk samenhang te geven.

### Herkomst van de ideeën
De hervormingen die Noverre in Lettres sur la danse bepleitte, waren geenszins uniek. Oostenrijks choreograaf Franz Hilverding integreerde eerder al pantomime in zijn dans. Het gebruik van mime en de opdeling van ballet in drie genres pikte Noverre op van Engels choreograaf John Weaver. De inzet op uitgediepte personages en artistieke samenhang was bovendien al zichtbaar in toneel en opera. Vooral de Italiaan Gasparo Angiolini, een leerling van Hilverding, hekelde de positionering van Noverre als groot vernieuwer. Hoewel navolgers Noverre het vaakst citeerden, zijn de Lettres meer een synthese van evoluties uit de 18e eeuw dan een originele visie van de auteur.

## Publicatiegeschiedenis
De eerste editie van Lettres sur la danse verscheen in 1760 te Lyon en te Stuttgart. Aimé Delaroche gaf deze oplage uit. De essaybundel van Noverre was erg populair. Er volgden meerdere heruitgaven tijdens het leven van de auteur. In 1767 publiceerde Jean-Thomas Trattnern het werk in Wenen. De eerste vertaling verscheen in 1769. Dit was een Duitse editie door Johann Hinrich Cramer. Ze werd aangeboden te Bremen en te Hamburg.
Bij het uitkomen van de tweede editie in 1783 was Noverre nog steeds in leven. Veuve Dessain publiceerde deze tweede editie in Parijs en Londen. Een eerste oplage was in Rusland beschikbaar tussen 1803 en 1804. Jean Charles Schnoor verzorgde toen een uitgave in vier volumes te Sint-Petersburg.
Ook later werd Lettres sur la danse nog vaak heruitgegeven. Twee belangrijke vertalingen zijn een Russische uit 1927 en een naar het Engels door Brits danshistoricus Cyril W. Beaumont uit 1930. Choreograaf Maurice Béjart was redacteur voor een nieuwe editie in 1978.